# Соснові ліси Північно-Східної Індії та М'янми
Соснові ліси Північно-Східної Індії та М'янми (ідентифікатор WWF: IM0301) — індомалайський екорегіон тропічних та субтропічних хвойних лісів, розташований на кордоні Північно-Східної Індії та М'янми.

## Географія
Екорегіон соснових лісів Північно-Східної Індії та М'янми охоплює три ізольовані ділянки гірських соснових лісів, розташованих в горах Нага, на висоті від 1500 до 2500 м над рівнем моря. Найбільша частина регіону розташована на кордоні індійського штату Нагаленд та регіону Сікайн в М'янмі, а дві менші — на кордоні індійського штату Маніпур та бірманського штату Чин. На більш низьких висотах екорегіон переходить у широколистяні дощові ліси Мізораму, Маніпуру та Качину.
Гори Нага, разом з горами Паткай, Лушай та Аракан, є частиною Бірмано-Яванської дуги складчастих гір, що простягається на південний схід від Гімалаїв вздовж індійсько-бірманського кордону. Ці гори утворилися 40 мільйонів років назад, коли Індостанська плита, рухаючись на північ, зіштовхнулася з Євразійською плитою. Південно-східна частина цих гір розташована на дні Індійського океану. Деякі гірські вершини підіймаються над водою, формуючи Андаманські та Нікобарські острови, а також деякі острови Індонезії.

## Флора
Основними рослинними угрупованнями екорегіону є гірські соснові ліси. На низьких висотах в лісах домінують тенассерімські сосни (Pinus latteri) у поєднанні з діптерокарпусами (Dipterocarpus spp.) та деякими іншими широколистяними деревами. На більших висотах в лісах переважають кхасійські сосни (Pinus kesiya) та гімалайські сосни (Pinus wallichiana) у поєднанні з іншими вічнозеленими та широколистяними деревами, зокрема тсуґами (Tsuga spp.), ялицями (Abies spp.), дубами (Quercus spp.) та кленами (Acer spp.). В підліску хвойних лісів поширені чагарники рододендрону (Rhododendron spp.), падубу (Ilex spp.) та сливи (Prunus spp.), а також бамбуки, однак загалом товстий шар хвої, який накопичується в лісовій підстилці, стримує розвиток підліску. Серед трав'янистих рослин, поширених в лісах екорегіону, слід відзначити різноманітних анемон (Anemone spp.), кроталярій (Crotalaria spp.) та десмодіумів (Desmodium spp.). На стовбурах дорослих сосен ростуть епіфітні орхідеї, зокрема різні види бульбофіллумів (Bulbophyllum spp.), клейстоном (Cleisostoma spp.), целогінів (Coelogyne spp.), цимбідіумів (Cymbidium spp.), дендробіумів (Dendrobium spp.) та ванд (Vanda spp.).

## Фауна
Незважаючи на те, що хвойні ліси екорегіону вирізняються меншим біорізноманіттям, ніж навколишні вологі тропічні ліси, вони є відносно незайманими, а тому продовжують залишатися важливим природним середовищем для багатьох видів, пристосованих до життя серед скелястих гір. Серед поширених в екорегіоні ссавців слід відзначити червоного серау (Capricornis rubidus), індійського замбара (Rusa unicolor), індійського мунтжака (Muntiacus muntjak), дику свиню (Sus scrofa), гімалайського ведмедя (Ursus thibetanus), чорну велетенську білку (Ratufa bicolor) та індійську велетенську летягу (Petaurista philippensis).
Серед поширених в екорегіоні птахів слід відзначити синьокрилого рогодзьоба (Serilophus lunatus), ассамську югину (Yuhina bakeri), темнокрилу югину (Yuhina gularis), рудогузу синицю (Periparus rubidiventris), золоточубу синицю (Melanochlora sultanea), білочеревого тимельовця (Pterorhinus caerulatus), бірманську тимелію-криводзьоба (Pomatorhinus ochraceiceps), рудогорлу чагарницю (Ianthocincla rufogularis), гірську чагарницю (Grammatoptila striata), пурпурового кохоа (Cochoa purpurea), зеленого кохоа (Cochoa viridis), повзика-білозора (Sitta formosa), золоточеревого зеленчика (Chloropsis hardwickii), білоброву фульвету (Fulvetta vinipectus), соснового бюльбюля (Pycnonotus flavescens) та соснову мухоловку (Ficedula erithacus). На водоймах екорегіону зустрічаються руді огарі (Tadorna ferruginea) та гірські гуски (Anser indicus). Серед майже ендемічних птахів, поширених в регіоні, слід відзначити іржасту чагарницю (Trochalopteron austeni) та маніпурську чагарницю (Trochalopteron virgatum).

## Збереження
Оцінка 2017 року показала, що 4 км², або менше 1 % екорегіону, є заповідними територіями. Значні природоохоронні території в екорегіоні відсутні, однак близько 67 % лісів екорегіону є відносно незайманими.